# Ignacij Oblak
Ignacij Oblak ( s pravim priimkom Žust), slovenski podobar, rezbar in pozlatar, *  17. april 1834, Gorenja vas, † 6. april 1916, Celje.
Ignacij Oblak, pisal se je Žust (oče Franc Žust je bil kmet v Gorenji vasi, mati pa kmetica Elizabeta r. Čadež), je po hišnem nazivu spremenil priimek v Oblak. Kot podobar se je preselil v Celje, kjer je kupil hišo in ustvaril družino (njegov sin je bil znameniti jezikoslovec in slavist Vatroslav Oblak). Oblak je 1865 postavil 4 oltarje v Predosljah, 1867 pozlatil veliki oltar v podržnični cerkvi sv. Duha v Celju, 1870 naredil nov stranski oltar za župnijsko cerkev v Galiciji s kipi Brezmadežne, sv. Terezije, sv. Neže, Marije pomočnice, sv. Cirila in Metoda, 1872 srednji kip sv. Jožefa in 1877 kip sv. Antona puščavnika za desni stranski oltar v Gotovljah, 1880 najbrž oltar v desni kapeli pri Sv. Petru v Savinjski dolini in 1890 kip Brezmadežne, neznano kdaj pa stranska oltarja v pokopališki cerkvi sv. Kancijana v Žalcu s kipi sv. Jurija, sv. Florijana, sv. Antona puščavnika in sv. Frančiška Ksaverja.